# Куценко, Виктор Павлович (генерал-майор)
Виктор Павлович Куценко (7 ноября 1932, п. Курсавка, Ставропольский край — 14 сентября 2008, Москва) — советский военнослужащий, участник войны в Афганистане

## Биография
Родился 7 ноября 1932 года в посёлке Курсавка Ставропольского края.
Пережил немецкую оккупацию. Окончил Ставропольский архитектурно-строительный техникум, строил больницу в Ангарске.
На военной службе с 1952 г. В 1955 году окончил военно-инженерное училище(Ленинградское ВИОЛКУ им. А.А. Жданова), служил в Туркестанском Военном Округе. В 1964 году служил в Группе советских войск в Германии.
В 1965-м окончил военную академию (ВИА им. В.В. Куйбышева). В 1973-м участник военного конфликта в Египте (Суэцкий кризис, в составе группы из 60-ти офицеров). Служил
в должностях командира инженерных подразделений, в штабах и на преподавательской работе в гражданских ВУЗах. 1980 год - начальник штаба, заместитель
начальника инженерных войск московского военного округа. Начальник военной кафедры МГИУ.
1984-1987 годы - советник командующего инженерными войсками афганской армии. Участник боевых действий, участник операции по разблокированию Барикота в сентябре 1985 года. Генерал-майор инженерных войск (1986).
В 1988-1989 годах — начальник факультета гражданской обороны Военно-инженерной академии. Военную службу завершил в 1989 г.
С юных лет занимался творчеством - рисовал, писал стихи, рассказы. Основное место в его творчестве заняла армия. Выпустил книгу "Военный романс", в которой собраны стихи, песни, рассказы, рисунки об афганской войне. Написал более 200 картин.
Член Союза писателей России.Член Союза художников России.
Один из основателей Московского дома ветеранов войны и вооруженных сил.
Сотрудничал с рядом общественных организаций и творческих коллективов: ВИА «Голубые береты», Общественный совет СВАО, Организацией ветеранов инженерных
войск – участников боевых действий «Форпост», ансамбль СВУ «Алые погоны», Общероссийская общественная организация инвалидов войны в Афганистане, «Метрострой»
и др.
Жил в Москве, скончался после продолжительной болезни 14.09.2008 в госпитале им. Бурденко. Похоронен в Москве на Троекуровском кладбище.

## Награды
- Орден Красного Знамени;
- ордена Красной Звезды;
- Орден «За храбрость» (Афганистан) ;
- медали.

## Семья
- дочь — Корнева Елена Викторовна;
- зять — Александр Николаевич Корнев ,  уч. боев./д. в Афганистане и Чечне, полковник;
- внук — Алексей Корнев (1991);

## Публикации
- Виктор Куценко. Тем, кто побывал в Афганистане / предисловие Пётр Ткаченко. — М.: Молодая гвардия, 1992. — 144 с. — 50 000 экз. — ISBN 5-235-01857-5.
- Виктор Куценко. Военный романс : Стихи, песни, рассказы, рис., картины. — М.: Демиург-АРТ, 2002. — 288 с. — ISBN 5-94414-033-X.
- Заболоцкая Л. Н. Альбом «Защитники Отечества» / картины - Куценко В.П. — Ханты-Мансийск: ГУИПП «Полиграфист», 2002. — 120 с.
- Виктор Куценко. Рассказы. russdom.ru. Журнал "Воин России" (2003). Дата обращения: 15 февраля 2019.
- Песни Виктора Куценк. avtomat2000.com. Сайт "Автомат и гитара". Дата обращения: 15 февраля 2019.